# Kaitlin Sandeno
Kaitlin Sandeno (n. 13 martie 1983, Mission Viejo, California, SUA) este o înotătoare ce a reprezentat Statele Unite ale Americii, medaliată olimpică. A participat la 2 ediții ale Jocurilor Olimpice (2000, 2004) în care a câștigat două medalii de aur, o medalie de argint și 3 medalii de bronz.